# Muévete por Panamá
Muévete por Panamá es un proyecto de alfabetización nacional impulsado por el Ministerio de desarrollo social con la participación de voluntarios panameños. En 2021, el porcentaje de personas que no saben leer ni escribir en el país centroamericano es de 4,8%.

## Historia
Durante el censo del año 2000 se determinó que la cifra de panameños que no sabía leer o escribir era de 168 mil 140 personas.
En 2007 se puso en marcha el proyecto de alfabetización Muévete por Panamá con la colaboración de voluntarios para impartir las clases.
Estas clases teóricas-prácticas, sesenta y cinco en total, se realizan en un mínimo de siete semanas, máximo catorce semanas, (basadas en el método cubano de alfabetización Yo sí puedo) durante dos horas diarias.
Para 2010 la cifra de analfabetos disminuyó a 148 mil 747 y durante el período entre el 2007 y 2016 se logró alfabetizar a 70 mil 794 panameños.
Durante la pandemia 819 personas completaron el programa de alfabetización.
Hasta agosto de 2021 un total de 78 mil 517 personas aprendieron a leer y escribir a través de Muévete por Panamá.